# Espagnola
Espagnola is een geslacht van rechtvleugeligen uit de familie Episactidae. De wetenschappelijke naam van dit geslacht is voor het eerst geldig gepubliceerd in 1939 door Rehn & Rehn.

## Soorten
Het geslacht Espagnola  is monotypisch en omvat slechts de volgende soort:
- Espagnola darlingtoni (Rehn & Rehn, 1939)